# Хрусьцель
Хрусьцель (пол. Chruściel, нім. Tiedmannsdorf) — село в Польщі, у гміні Плоскіня Браневського повіту Вармінсько-Мазурського воєводства.
Населення — 433 особи (2011).
У 1975-1998 роках село належало до Ельблонзького воєводства.

## Демографія
Демографічна структура станом на 31 березня 2011 року:
|          | Загалом | Допрацездатний вік | Працездатний вік | Постпрацездатний вік |
| -------- | ------- | ------------------ | ---------------- | -------------------- |
| Чоловіки | 214     | 45                 | 154              | 15                   |
| Жінки    | 219     | 41                 | 133              | 45                   |
| Разом    | 433     | 86                 | 287              | 60                   |